# Muhammad Sajjid Ahmad Suwajfi
Muhammad Sajjid Ahmad Suwajfi (Mohamed Sayed Ahmed Sewify, arab. محمد سيد أحمد سويفي; ur. 30 kwietnia 1999) – egipski zapaśnik walczący w stylu wolnym. Brązowy medalista mistrzostw arabskich w 2022 roku. 